# Clifton James
Clifton James (Spokane, 29 maggio 1920 – Gladstone, 15 aprile 2017) è stato un attore statunitense.

## Biografia
Clifton James nacque a Spokane, Washington. Sua madre Grace era insegnante e suo padre Harry James un giornalista. Crebbe in Oregon nella zona di Gladstone. James era un veterano decorato della seconda guerra mondiale essendo stato sergente di plotone del 163 reggimento, 41ºdivisione di fanteria con cui servì per quarantadue mesi sul fronte del Pacifico dal 1942 fino al termine delle ostilità. Ricevette diverse decorazioni: una Silver Star, una Bronze Star, e due Purple Hearts..
Pur avendo risieduto per lungo tempo a New York e un membro di lunga data dell'Actors Studio, James fu spesso scelto come tipico uomo del sud in molti dei suoi ruoli. Divenne infatti famoso per aver interpretato l'iconico ruolo dello sceriffo della Louisiana J.W. Pepper nei film della serie di James Bond Agente 007 - Vivi e lascia morire (1973) e Agente 007 - L'uomo dalla pistola d'oro (1974). La stessa caratterizzazione fu riproposta sia in Wagons-lits con omicidi (1976) che in Superman II (1980), e, parzialmente, in Boon il saccheggiatore (1969).
James interpretò il procuratore distrettuale che persegue Al Capone nel film Gli intoccabili (1987). Interpretò un maestro della Marina in L'ultima corvé (1973) e il proprietario dei Chicago White Sox Charles Comiskey, in Otto uomini fuori (1988). Il personaggio del Sud lo caratterizzò ancora in Nick mano fredda (1967) e come lo sceriffo Lester Crabb, un rimpiazzo temporaneo sostitutivo per lo sceriffo Rosco P. Coltrane (James Best), in un episodio della seconda stagione della serie televisiva Hazzard (Il Tesoro di Hazzard).
James è apparso in 13 episodi della sitcom Lewis & Clark nel 1981-1982. Tra gli altri crediti televisivi ricordiamo La città degli angeli e la miniserie Capitani e Re (1976). È apparso in due episodi di A-Team: nel ruolo del criminale omicida Beale nell'episodio della prima stagione Pro and Cons (1983) e come sceriffo corrotto Jake Dawson nel film The White Ballot (1983) della seconda stagione. Nel 1996, ha interpretato il ruolo di Red Kilgreen in All My Children. James ha anche interpretato il passeggero del treno Wilkes nell'episodio della serie Gunsmoke intitolato Snow Train (1970).
I suoi altri ruoli cinematografici includono quelli di un ricco barone della terra del Montana, il cui bestiame viene rubato in Rancho Deluxe (1975) e il cinico avvocato del protagonista di Il falò delle vanità (1990). James è stato scritturato più volte dallo sceneggiatore e regista John Sayles, tra cui La costa del sole e Stella solitaria (1996).
L'ultima apparizione cinematografica di James è stata in Raising Flagg (2006). Sebbene in seguito fosse stato scelto per recitare la parte un anziano veterano della seconda guerra mondiale nel film Old Soldiers, il suo decesso e quello di altri protagonisti interruppero la produzione nel 2016.

## Vita privata
Ebbe due matrimoni: con Donna Lea Beach dal 1948 al 1950, da cui ebbe un figlio, e con Laurie Harper, dal 1951 fino alla morte di lei nel 2015, da cui nacquero cinque figli. Mantenne sempre la sua residenza a Gladstone, dov'era cresciuto e dove morì per complicazioni del diabete il 15 aprile 2017 all'età di 96 anni.

## Filmografia

### Cinema
- Un uomo sbagliato (The Strange One), regia di Jack Garfein (1957)
- Le otto celle della morte (The Last Mile), regia di Howard W. Koch (1959)
- Momento selvaggio (Something Wild), regia di Jack Garfein (1961)
- Operazione terrore (Experiment in Terror), regia di Blake Edwards (1962)
- David e Lisa (David and Lisa), regia di Frank Perry (1962)
- Black Like Me, regia di Carl Lerner (1964)
- Invito ad una sparatoria (Invitation to a Gunfighter), regia di Richard Wilson (1964)
- La caccia (The Chase), regia di Arthur Penn (1966)
- Cominciò per gioco... (The Happening), regia di Elliot Silverstein (1967)
- Il carnevale dei ladri (The Caper of the Golden Bulls), regia di Russell Rouse (1967)
- Nick mano fredda (Cool Hand Luke), regia di Stuart Rosenberg (1967)
- Costretto ad uccidere (Will Penny), regia di Tom Gries (1967)
- Boon il saccheggiatore (The Reivers), regia di Mark Rydell (1969)
- Tick... tick... tick... esplode la violenza (...tick...tick...tick...), regia di Ralph Nelson (1970)
- Un uomo oggi (WUSA), regia di Stuart Rosenberg (1970)
- Perdipiù il segugio fannullone (The Biscuit Eater), regia di Vincent McEveety (1972)
- I nuovi centurioni (The New Centurions), regia di Richard Fleischer (1972)
- Kid Blue, regia di James Frawley (1973)
- Agente 007 - Vivi e lascia morire (Live and Let Die), regia di Guy Hamilton (1973)
- The Werewolf of Washington, regia di Milton Moses Ginsberg (1973)
- The Iceman Cometh, regia di John Frankenheimer (1973)
- L'ultima corvé (The Last Detail), regia di Hal Ashby (1973)
- L'ispettore Martin ha teso la trappola (The Laughing Policeman), regia di Stuart Rosenberg (1973)
- La rapina più pazza del mondo (Bank Shot), regia di Gower Champion (1974)
- Buster and Billie, regia di Daniel Petrie (1974)
- Juggernaut, regia di Richard Lester (1974)
- Agente 007 - L'uomo dalla pistola d'oro (The Man with the Golden Gun), regia di Guy Hamilton (1974)
- Rancho Deluxe, regia di Frank Perry (1975)
- 005 matti - Da Hong-Kong con furore (Bons baisers de Hong-Kong), regia di Yvan Chiffre (1975)
- Wagon-lits con omicidi (Silver Streak), regia di Arthur Hiller (1976)
- Gli orsi interrompono gli allenamenti (The Bad News Bears in Breaking Training), regia di Michael Pressman (1977)
- Caboblanco, regia di J. Lee Thompson (1980)
- Superman II, regia di Richard Lester (1980)
- Talk to Me, regia di Julius Potocsny (1984)
- Kidco, regia di Ron Maxwell, accreditato come Ronald F. Maxwell (1984)
- Stiffs, regia di Ralph Rosenblum (1985)
- Where Are the Children?, regia di Bruce Malmuth (1986)
- The Untouchables - Gli intoccabili (The Untouchables), regia di Brian De Palma (1987)
- Una signora chiamata presidente (Whoops Apocalypse), regia di Tom Bussmann (1988)
- Otto uomini fuori (Eight Men Out), regia di John Sayles (1988)
- Walter & Carlo i Amerika, regia di Jarl Friis-Mikkelsen e Ole Stephensen (1989)
- She-Devil - Lei, il diavolo (She-Devil), regia di Susan Seidelman (1989)
- Il falò delle vanità (The Bonfire of Vanities), regia di Brian De Palma (1990)
- Stella solitaria (Lone Star), regia di John Sayles (1996)
- Crimini sul fiume Hudson (Interstate 84), regia di Ross Partridge (2000)
- La costa del sole (Sunshine State), regia di John Sayles (2002)
- Raising Flagg, regia di Neal Miller (2006)

### Televisione
- The Secret Storm – serie TV (1954)
- The Phil Silvers Show – serie TV, 2 episodi (1957)
- Kraft Television Theatre – serie TV, 1 episodio (1958)
- Una donna poliziotto (Decoy) – serie TV, episodio 1x08 (1958)
- Armchair Theatre – serie TV, 1 episodio (1958)
- La città in controluce (Naked City) – serie TV, 3 episodi (1959-1960)
- Brenner – serie TV, 1 episodio (1961)
- Lotta senza quartiere (Cain's Hundred) – serie TV, 1 episodio (1961)
- Route 66 – serie TV, 1 episodio (1963)
- The Nurses – serie TV, episodio 2x05 (1963)
- Assistente sociale (East Side/West Side) – serie TV, episodio 1x08 (1963)
- Destini (Another World) – serie TV (1963)
- Slattery's People – serie TV, 1 episodio (1965)
- Thirty-Minute Theatre – serie TV, 1 episodio (1966)
- The Troubleshooters – serie TV, 1 episodio (1966)
- Il virginiano (The Virginian) – serie TV, episodio 5x12 (1966)
- Cimarron Strip – serie TV, episodio 1x10 (1967)
- Mannix – serie TV, 1 episodio (1968)
- Ironside – serie TV, 1 episodio (1969)
- Gunsmoke – serie TV, 5 episodi (1958-1970)
- Bonanza – serie TV, 2 episodi (1968-1971)
- Particular Men – film TV (1972)
- L'uomo da sei milioni di dollari (The Six Million Dollar Man) – serie TV, 1 episodio (1974)
- The Runaway Barge – film TV (1975)
- Friendly Persuasion – film TV (1975)
- La torre della morte – film TV (1975)
- La città degli angeli (City of Angels) – serie TV, 1 episodio (1976)
- Captains and the Kings – miniserie TV, 1 episodio (1976)
- The November Plan – film TV (1977)
- Supertrain – serie TV, 1 episodio (1979)
- Cuore e batticuore (Hart to Hart) – serie TV, 1 episodio (1979)
- Undercover with the KKK – film TV (1979)
- Il giovane Maverick (Young Maverick) – serie TV, 1 episodio (1979)
- Hazzard (The Dukes of Hazzard) – serie TV, episodio 2x16 (1980)
- The Contender – serie TV, 1 episodio (1980)
- La tragedia della Guyana – film TV (1980)
- Quincy (Quincy, M.E.) – serie TV, 1 episodio (1980)
- Texas – serie TV, 38 episodi (1981)
- Lewis & Clark – serie TV, 13 episodi (1981-1982)
- Professione pericolo (The Fall Guy) – serie TV, 1 episodio (1982)
- Trapper John (Trapper John, M.D.) – serie TV, 2 episodi (1979-1982)
- A-Team (The A-Team) – serie TV, 2 episodi (1983)
- Autostop per il cielo (Highway to Heaven) – serie TV, episodio 1x05 (1984)
- La signora in giallo (Murder, She Wrote) – serie TV, episodio 5x07 (1988)
- Dallas – serie TV, 4 episodi (1990)
- Giudice di notte (Night Court) – serie TV, 1 episodio (1990)
- Monsters – serie TV, 1 episodio (1991)
- La legge di Bird (Gabriel's Fire) – serie TV, 1 episodio (1991)
- Carolina Skeletons – film TV (1991)
- The Vernon Johns Story – film TV (1994)
- La valle dei pini (All My Children) – serie TV, 1 episodio (1996)
- The Summer of Ben Tyler – film TV (1996)

## Doppiatori italiani
- Carlo Romano in Costretto ad uccidere, Agente 007 - L'uomo dalla pistola d'oro
- Roberto Bertea in Nick mano fredda
- Vinicio Sofia in Agente 007 - Vivi e lascia morire
- Giuseppe Fortis in The Untouchables - Gli intoccabili
- Alvise Battain in La signora in giallo